# メドゥプ
メドゥプ（매듭/毎緝）とは、朝鮮半島に伝わる伝統工芸。中国に伝わる飾り結び、中国結びの影響を受けてはいるが、長い歴史の中で独自の発展を遂げてきた。
特徴として、日本や中国の飾り結びは、普通紐と結びの作り手はそれぞれ別だが、メドゥプは糸を染色し、それを組んで組み紐（多絵／タフェ）を作り結んで房をつけるまでを多くの場合一人で担う点、ボードやピンを使わずすべて手の指に紐を絡ませ結ぶ点が大きく異なる。最近は出来合いの紐で結ぶことも多くなってはいるが、本式のメドゥプはやはり糸を染めるところから始まる。
朝鮮時代、宮中には組紐を組むタフェジャン(多絵匠)、メドゥプを結ぶメドゥプジャン（毎緝匠）が置かれていた。
ちなみに混同されることが多い「ノリゲ」(ko:노리개)は女性が着る韓服、チマチョゴリの胸元に飾る飾りのことであり、メドゥプが使われることも多いが飾り結びそのものを指す語ではない。